# Розтрощена рана
Розтрощена рана(сумнівно - розчавлена?))[джерело?] (лат. Vulnus conquassatum) — рана, яка характеризуються складною формою, нерівними краями, просякнута кров'ю, омертвленими (некротизованими) тканинами на значному протязі, в них створюються сприятливі умови для розвитку інфекції. Забиті, рвані і розтрощені рани виникають при грубому механічному впливі, часто супроводжуються відшаруванням шматків шкіри, ушкодженням сухожиль, м'язів і судин, піддаються сильному забрудненню.
За будь-яких видах травм основну загрозу становить зараження рани і, як наслідок, крові, тобто попадання різних інфекцій. Мікроби і віруси потрапляють не тільки з предметів, які заподіяли поранення, а й з шкіри і одягу хворого, а також і того, хто надає допомогу.

## Допомога
Відповідно необхідно виконати такі дії:
- Промити не тільки рану, а й шкіру навколо неї спеціальними засобами для дезінфекції.
- Обробити рану спиртом, перекисом, йодом, хлоргексидином.
- Рану необхідно перев'язати.
- У тому випадку, якщо у хворого сильна кровотеча, або велика рана з розтрощеними краями, то необхідно викликати «Швидку допомогу».

## Травматичний токсикоз
При великих катастрофах і землетрусах люди можуть опинитися в завалах. В умовах тривалого здавлювання м'яких тканин окремих частин тіла, нижніх або верхніх кінцівок може розвинутися дуже важке ураження, що отримало назву синдрому тривалого здавлювання кінцівок або травматичного токсикозу. Воно обумовлене всмоктуванням в кров токсичних речовин, що є продуктами розпаду розтрощених м'яких тканин.